# Spalt
 (août 2020).
Spalt est une ville de Bavière (Allemagne), située dans l'arrondissement de Roth, dans le district de Moyenne-Franconie. Sa région est réputée pour la qualité de son houblon, qui entre dans la fabrication de la Spalter Bier.
Le houblon de Spalt bénéficie depuis 2012 d'une appellation d'origine contrôlée (AOP) sous le nom de Spalt Spalter.

## Économie
- Brasserie Stadtbrauerei Spalt

## Curiosités touristiques

### Musées
- Musée du Houblon et de la Bière (dans la halle aux grains)
- Musée des pompiers (dans l'ancien hôtel de ville)

### Monuments

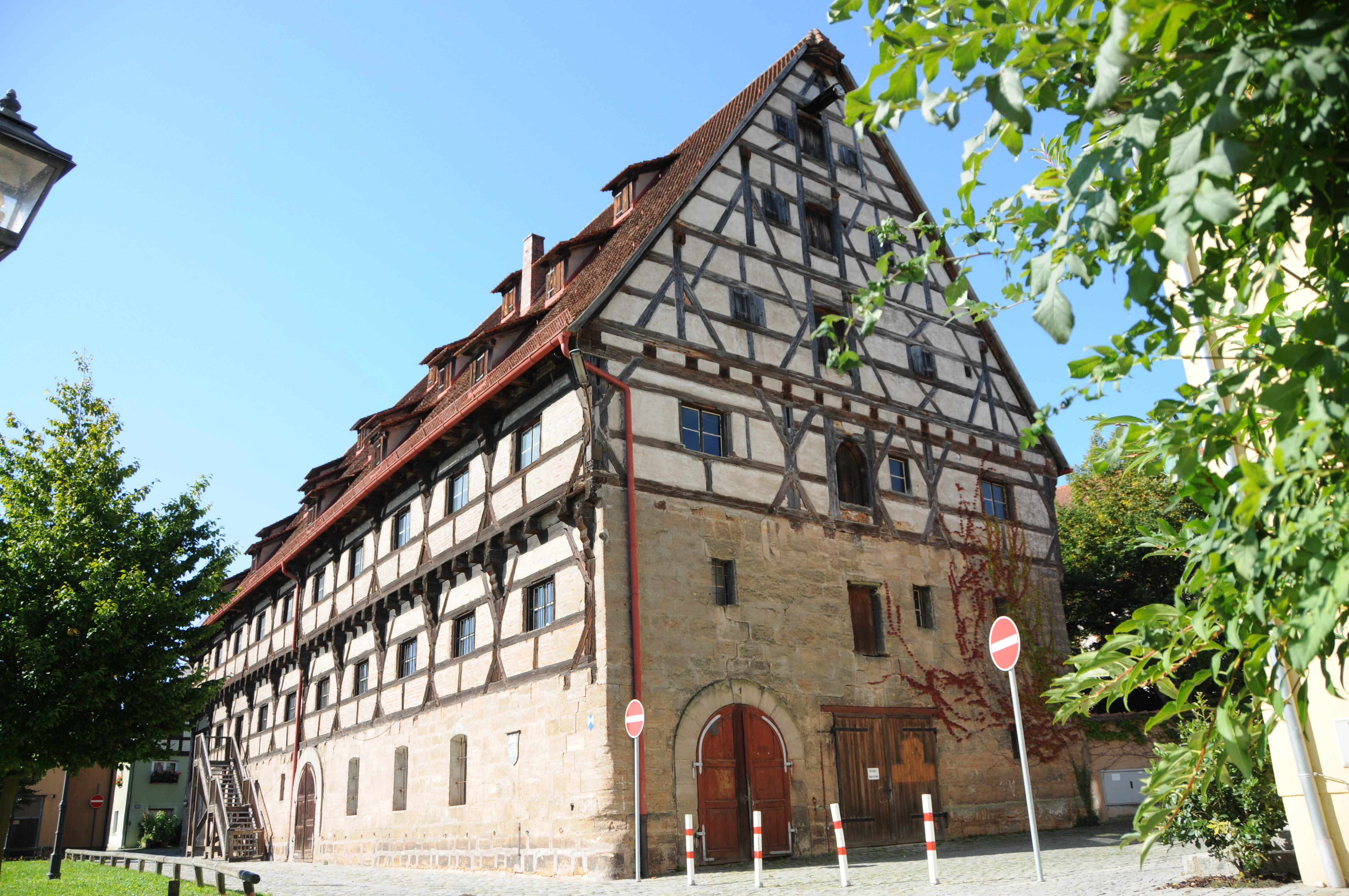
La Halle aux Grains

- La halle aux grains (Kornhaus) était une grange dîmière des princes-évêques d'Eichstätt. Cet édifice à colombages de la première moitié du XVe siècle devient en 1862 propriété de la ville et de 1897 à 1984 sert de remise. Le bâtiment est long de 36 m, large de 13 m et haut de 20 m. Il est réhabilité en 2009 et accueille le musée de la Bière et du Houblon, ainsi qu'un centre.

- L’hôtel de ville, de style baroque, est édifié entre 1751 et 1756, sur les plans de l'architecte princier d’Eichstätt, Gabriel de Gabrieli. Il fait d'abord fonction de doyenné, puis de 1818 à 1932 est le siège de la perception de Spalt. Il fait fonction d’hôtel de ville depuis 1933. Vers la sortie en direction de la Halle aux Grains se trouve le syndicat d'initiative.

- La « maison des deux chanoines » (Doppelkanonikatshaus), édifiée entre 1753 et 1756, servait à l'origine de réfectoire aux chanoines des congrégations de Saint-Nicolas et de Saint Emmeran. Avec la Sécularisation, elle est reconvertie en école puis en jardin d'enfants. Depuis 1981, elle a une fonction religieuse comme couvent des Pauvres Sœurs enseignantes.

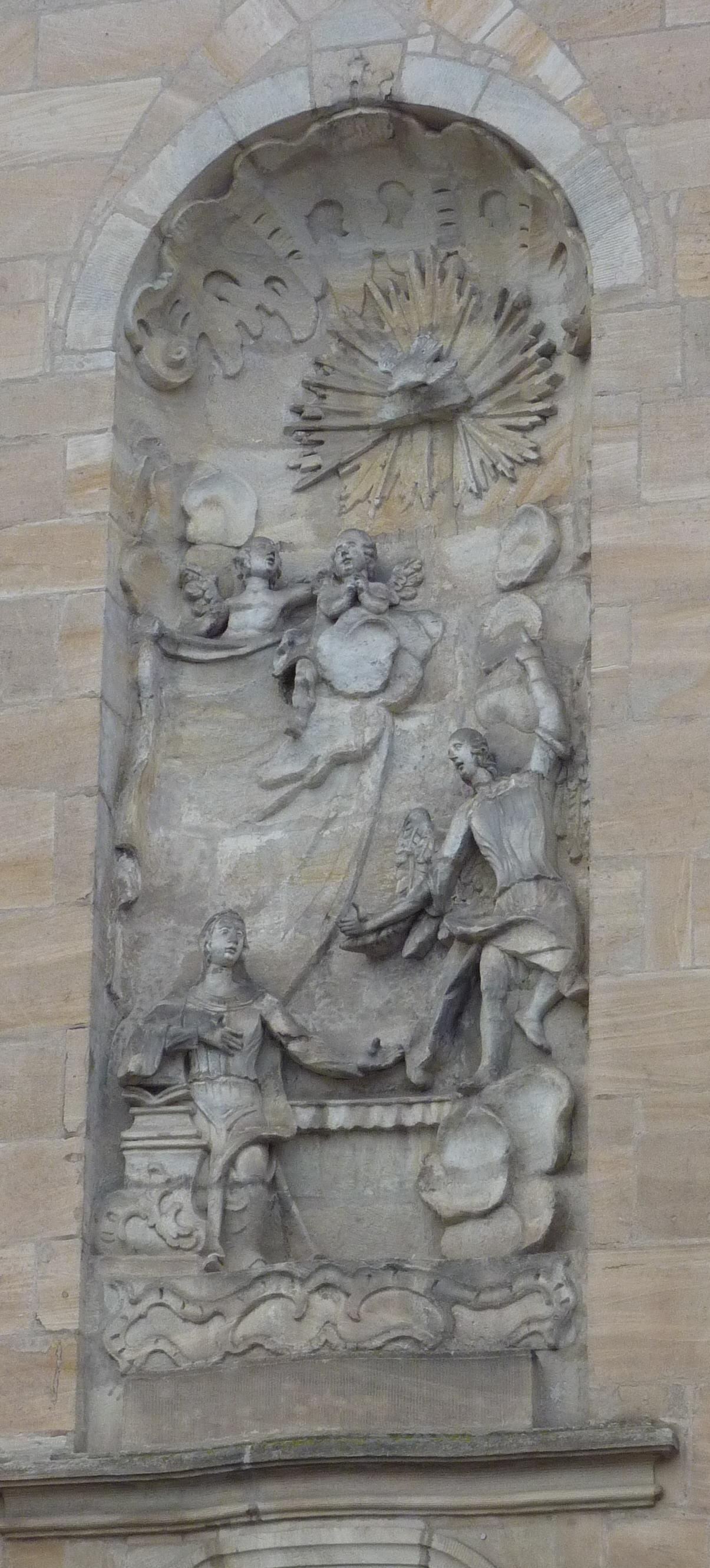
Niche de l'église

- La cathédrale Saint-Nicolas est édifiée entre 1767 et 1771 par l'architecte des chevaliers teutoniques, Matthias Binder d’Ellingen. Cet édifice baroque parfaitement conservé occupe l'emplacement de l'abbaye des chanoines de Saint Nicolas (ordre fondé en 1294 par le burgrave de Nuremberg Conrad II le Pieux et son épouse Agnès de Hohenlohe), édifiée entre 1302 et 1313. La cathédrale devient propriété du Royaume de Bavière. L'intérieur est décoré de fresques de Franz Kürzinger et de stucs de l’École de Wessobrunn. On peut encore voir contre le mur du cimetière 24 stèles très anciennes : sur celle portant le n°14, on peut lire l'épitaphe du doyen Wolfgang Agricola. Cette église est réhabilitée dans les années 1960.

- L'église Saint-Emmeran est édifiée au XIIe siècle par des moines du monastère carolingien Saint-Sauveur, fondé par l'évêque de Ratisbonne. Ces moines, venus s'établir à Spalt, devinrent les chanoines de St-Emmeran, dont la cathédrale est d'abord une basilique romane, mais qui est devient église baroque peu à peu aux XVIe siècle et XVIIe siècles, hormis la crypte et l’abside,. Jusqu'en 1880, elle comportait un jubé. On peut voir à l'intérieur la Vierge de Spalatin, donation du prédicateur Georg Spalatin faite à l'église en 1519. L'édifice est réparé tout au long des années 1970 et 1980.

- Le temple protestant Christophorus est un bâtiment néo-gothique en grès. Conçue d'abord comme une simple chapelle avec toit à pans inclinés, il fut surmonté d'une tour au sud de la nef, en 1895.

- L’église du Cimetière (Friedhofskirche), construite entre 1715 et 1717 dans le style baroque, est consacrée à Saint-Jean le Baptiste, Saint-Étienne et Saint-Sébastien. Depuis une chaire extérieure, le curé prononce son sermon chaque Jour de la Saint-Jean avant la procession solennelle. Cette curiosité architecturale remonte au siège de Spalt, en 1450. Le nouveau cimetière (1556) se trouve exactement à l'emplacement où margrave Albert-Achille d'Ansbach aurait décidé de lever le siège. Outre cette procession, un festival, la Nürnberger Reis, est organisé tous les cinq ans pour commémorer l'indépendance de la Franconie.

- Le Presbytère catholique est conçu en 1738 par Moritz Pedetti. Cette maison rococo est ornée au premier étage de magnifiques stucs. Il sert depuis 1812 de sacristie.

- La Grande Porte (Obere Torturm) est édifiée en 1422 sur ordre du prince-évêque Johann von Heideck. Depuis 1763 elle comporte des appartements. Devenue propriété de la ville en 1821, elle sert aujourd'hui d'atelier et est réparée en 1974. La ville conserve d'autres tours de ses anciennes fortifications : le Reifenturm (1446, sous le règne de l'évêque Johann von Aich), la tour du Berger (Schäfers-Turm, sans doute de la première moitié du XIVe siècle, achevée au milieu du XVe siècle), la tour des Menuisiers (Drechslerturm), et la tour des Brigands (Diebsturm, XIVe siècle), qui, comme son nom l'indique, servit jusqu'au XXe siècle de prison, avant l'inauguration de la maison d'arrêt de Rothenfeld. Elle abrite depuis la Société d’émulation locale.

- On peut encore voir sur les murs du moulin de Stadtmühle les armoiries de la ville et des vestiges de la « porte basse » (porte de Nuremberg).

- La Maison Schlenzger est une maison à colombages appuyée sur les remparts de la ville, qui comportait naguère une porte gothique ogivale. C'est sans doute par là que les chevaliers quittaient la ville. La Kleine Fachwerkhaus (1800) ainsi que la maison d'octroi (XVIIIe siècle), avec leur pignon à colombages, étaient elles aussi appuyées contre les remparts de la ville : on peut encore en voir les vestiges, ainsi qu'une partie du chemin de ronde. La tour du Dr. Herkules est reconstruite par un médecin, Timotheus Herkules (mort en 1802), qui était membre de l'académie de Paris. Cette tour, dont la construction remonte à 1350, est dotée de son pignon à flèche en 1862. Plusieurs maisons à colombages de Spalt sont des fermes qui rappellent la culture du houblon : hautes de cinq à six étages, on y entreposait les cônes aromatiques pour les faire sécher. La plus remarquable est la Ferme de Mühlreisig (1746), le long de la route de Wassermungenau.

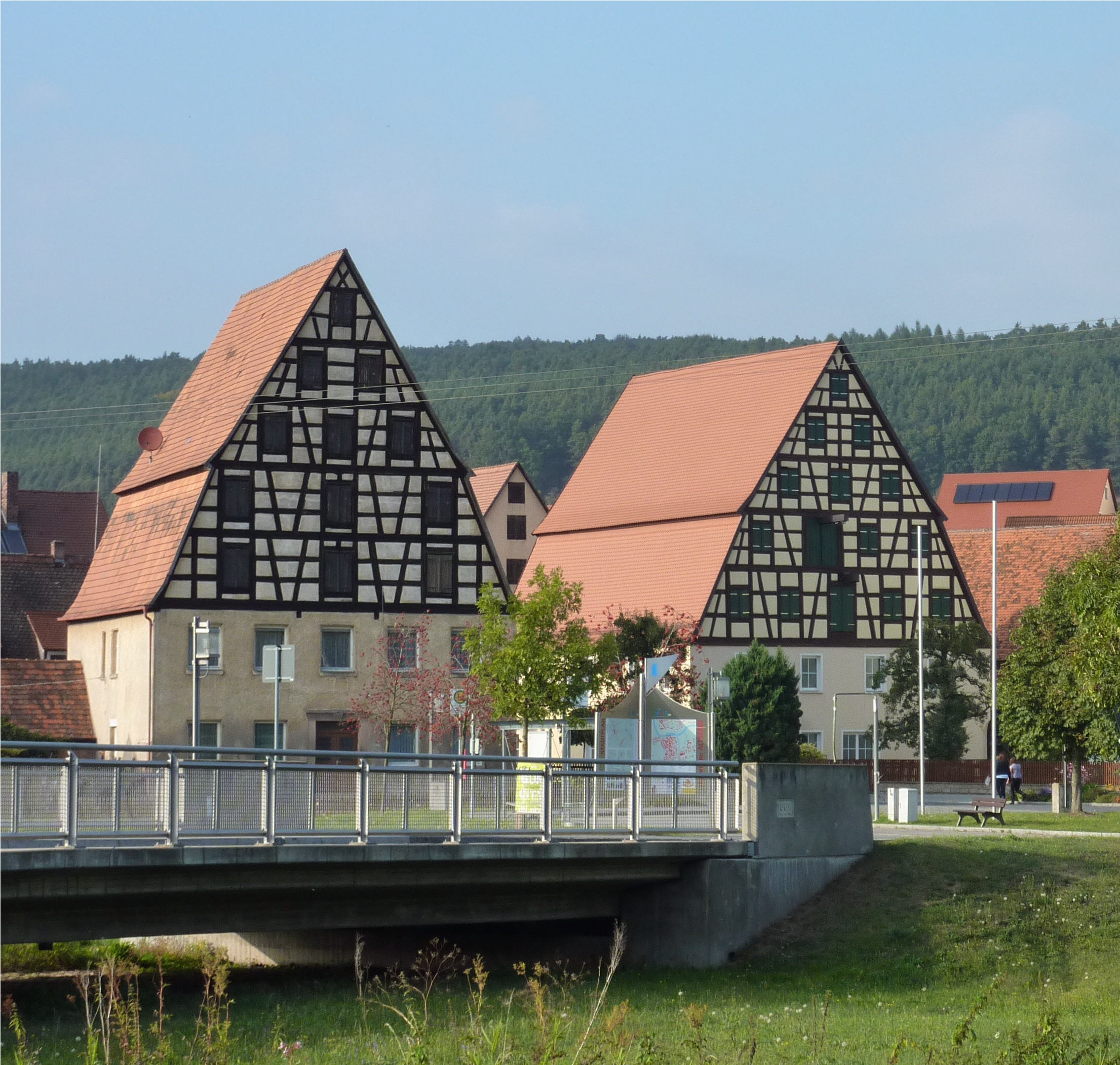
Ces fermes à colombages servaient à faire sécher le houblon
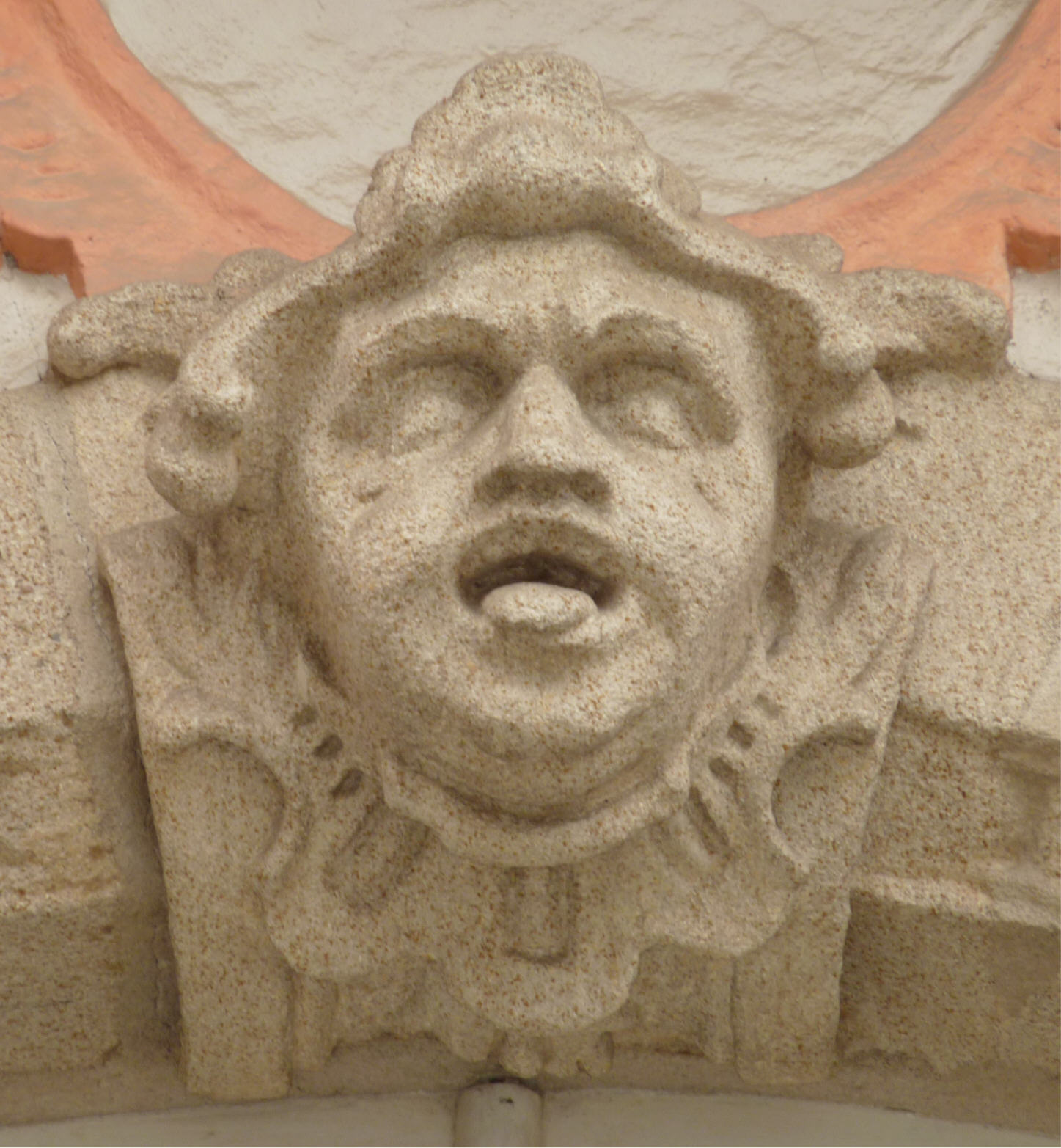
Voussoir de clef à l'entrée de l'Hôtel de Ville.

- Jusqu'en 1753, l'ancien hôtel de ville (Alten Rathaus, 1524) servait de Greffe. En 1816, ce bâtiment devint propriété de la ville, et est la mairie jusqu'en 1933, puis servit de caserne de pompiers. Il abrite aujourd'hui le musée des pompiers.

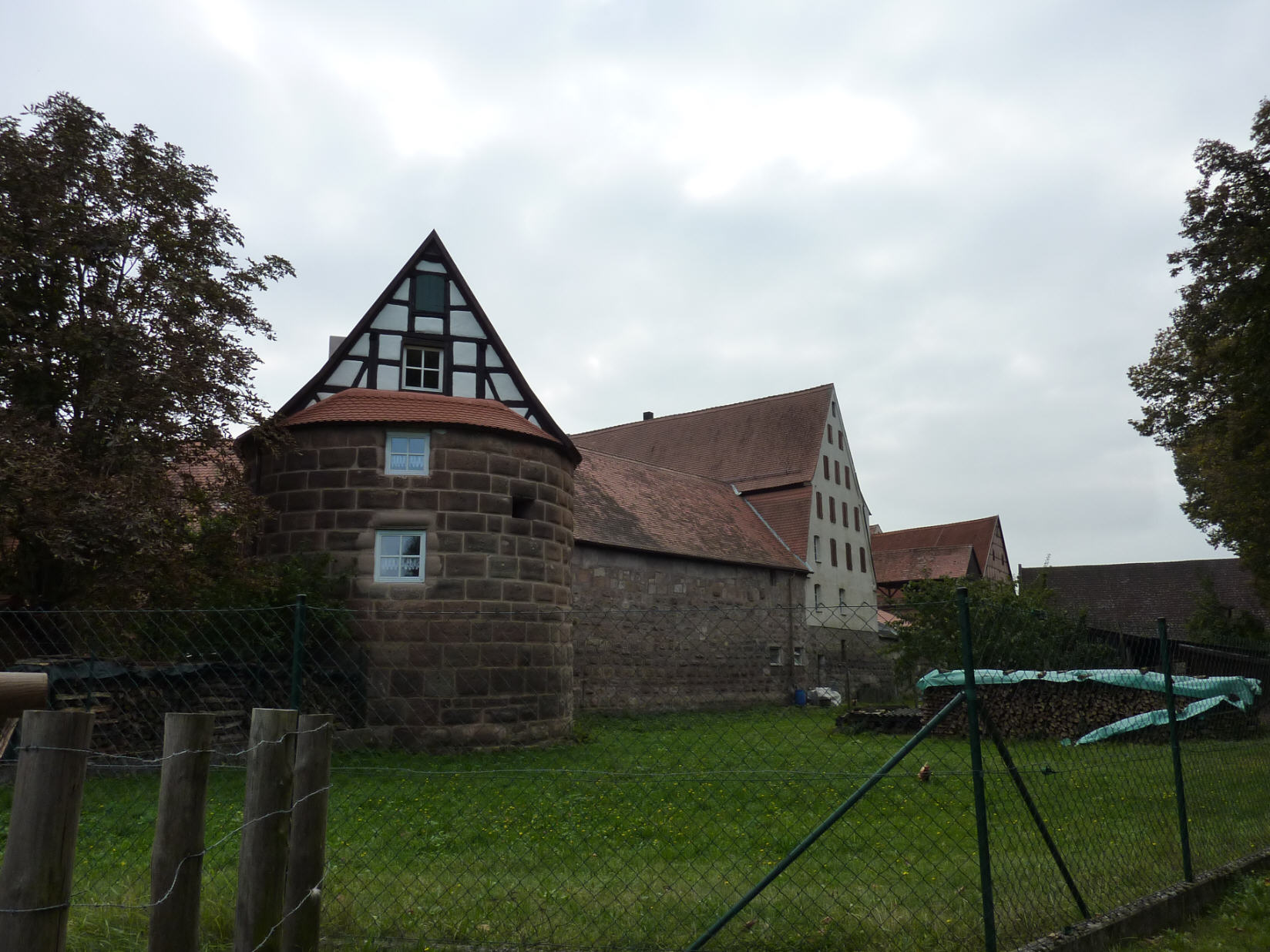
La tour du Dr. Herkules
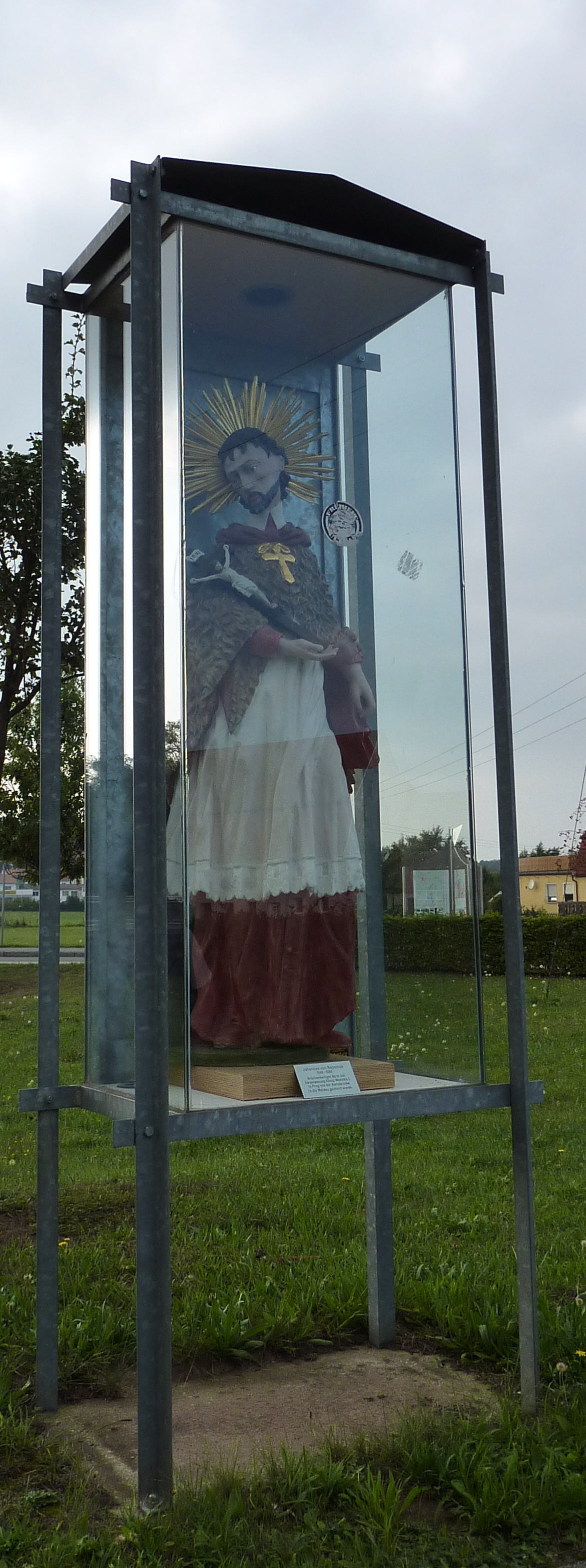
Saint Népomucène, protecteur du pont sur le Rezat
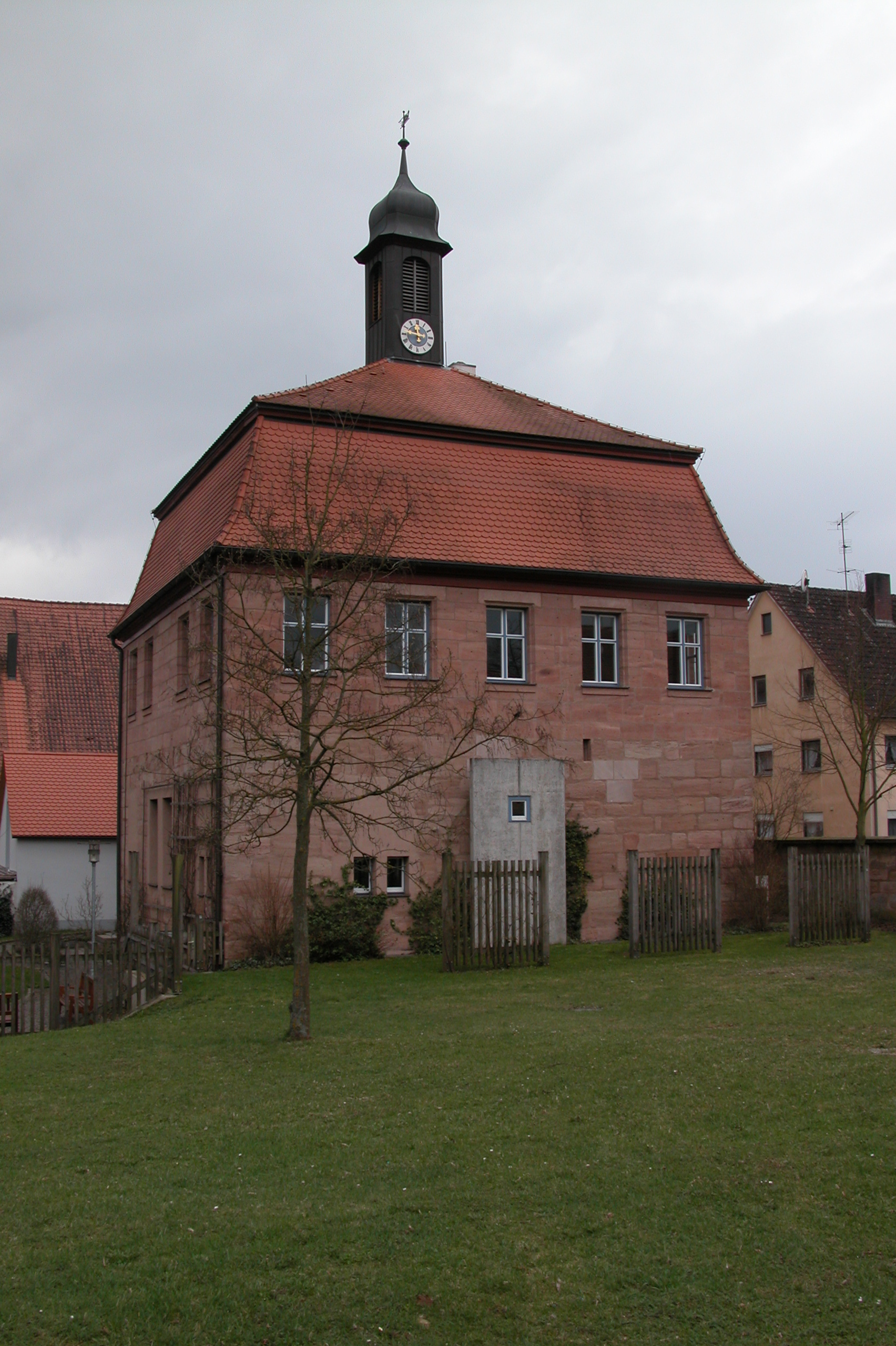
Le châtelet des Harsdörfer à Enderndorf-am-See, sert aujourd'hui de maison d'hôtes

- Il y a, sur le chemin de halage le long de la Rezat franconienne, un ex-voto sous vitrine de saint Népomucène. Le château de Wernfels sert aujourd'hui d'auberge de jeunesse.